# Список железнодорожных станций и платформ Санкт-Петербурга

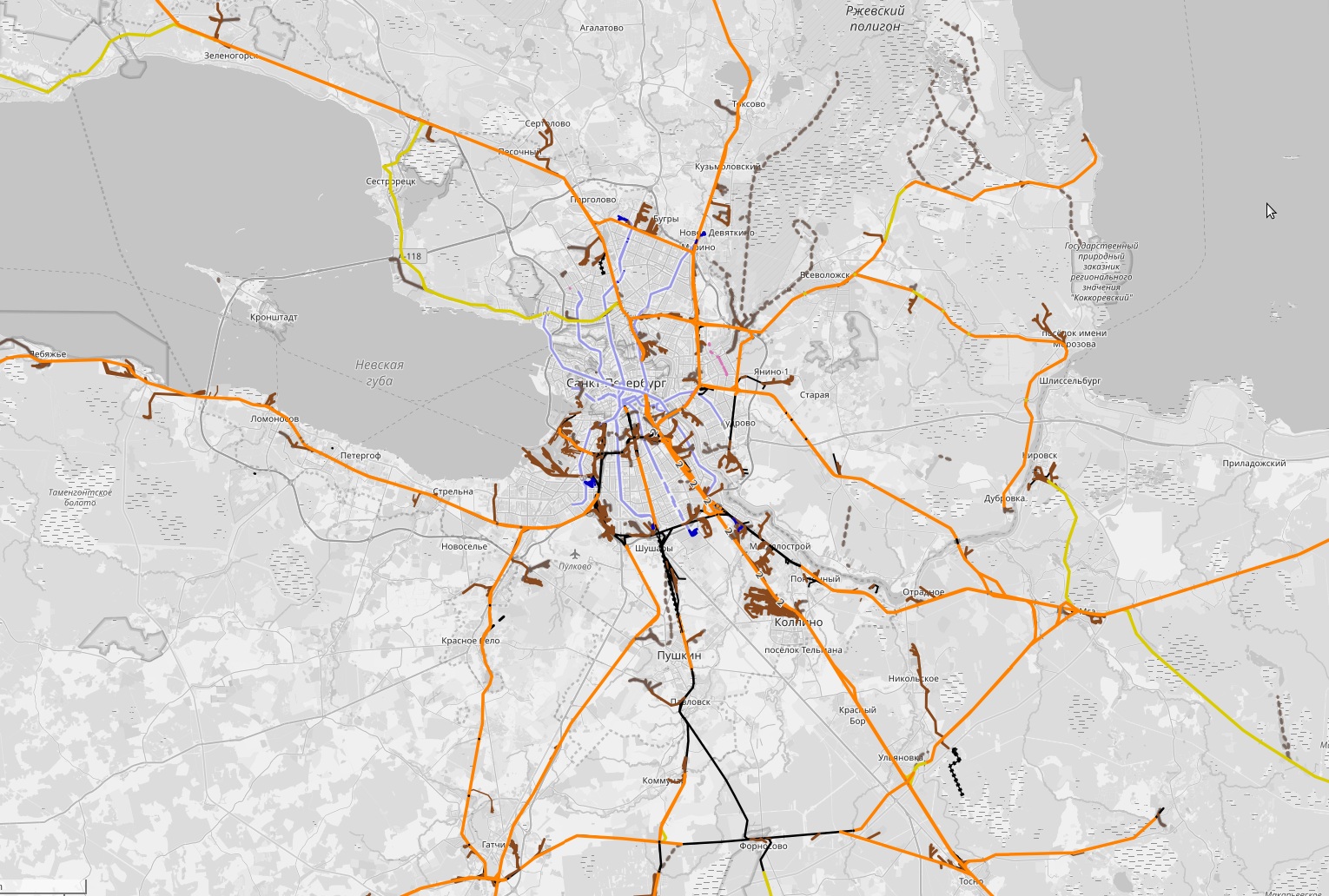
Железнодорожные линии Санкт-Петербурга на карте OpenRailwayMap/OpenStreetMap

Это список всех железнодорожных платформ (остановочных пунктов) и железнодорожных станций на территории Санкт-Петербурга.

## СБалтийского вокзала

### Ораниенбаумское направление
- Санкт-Петербург-Балтийский
- Электродепо (платформа)
- Броневая (станция)
- Ленинский проспект (платформа)
- Дачное (платформа)
- Ульянка (платформа)
- Лигово (станция)
- Сосновая Поляна (платформа)
- Сергиево (платформа)
- Стрельна (станция)
- Михайловская Дача (платформа)
- Ропшинский переезд — ликвидирована
- Новый Петергоф (станция)
- Фонтаны — ликвидирована
- Старый Петергоф (станция)
- Университет (платформа)
- Ораниенбаумская колония — ликвидирована
- Мордвиново — ликвидирована
- Мартышкино (платформа)
- Олинская — ликвидирована
- Халитовская — ликвидирована
- Ораниенбаум I
- Ораниенбаум II
- Кронштадтская Колония (платформа)
- Бронка (станция)

### Гатчина-Балтийское направление
- Горелово (станция)
- Скачки (платформа)
- Красное Село (станция)
- Дудергоф (платформа) — с 1950 по 2020 — Можайская

### Лужское направление
- Предпортовая (станция)
- Аэропорт (платформа)
- Шоссейная (станция)
- Пулково (платформа) — ликвидирована
- Александровская (станция)
- Кандакопшино (платформа)
- Лесное (платформа)

## С Варшавского вокзала
- Санкт-Петербург-Варшавский
- Корпусное шоссе (платформа) - не действует
- Шоссейная (станция) — перенесена на новое место, см. Лужское направление с Балтийского вокзала

## С Витебского вокзала
- Санкт-Петербург-Витебский
- Боровая
- Воздухоплавательный парк
- Проспект Славы
- Купчино
- Шушары
- Паровозный музей
- 19 км — ликвидирована
- Детскосельская
- Царское Село
- Павловск

### Линия Царское Село — Павловск (ликвидирована)
- Тярлево
- Павловск I

### Линия Царское Село — Колпино (ликвидирована)
- Московская Славянка
- Колпино-II

### Императорская ветка
- Императорский вокзал — ликвидирован, здание сохранилось

## С Ладожского вокзала
- Санкт-Петербург-Ладожский
- Заневский пост-2 (платформа) — строится

## С Московского вокзала
- Навалочная (платформа)
- Пост 5 км (платформа)
- Фарфоровская (платформа)
- Сортировочная (платформа, Санкт-Петербург)
- Обухово (парк станции Санкт-Петербург-Сортировочный-Московский)

### Вишерское направление
- Славянка (станция)
- Металлострой (платформа)
- Ижорский завод (платформа)
- Колпино (станция)

### Мгинское направление
- Рыбацкое (станция)
- Ижоры (платформа)
- Ижоры (станция)
- Понтонная (платформа)
- Сапёрная (платформа)
- Усть-Тосненская (платформа)

## С Финляндского вокзала
- Санкт-Петербург-Финляндский
- Бабурин пост (остановочный пункт) — ликвидирован
- Флюгов пост (остановочный пункт) — ликвидирован

### Выборгское направление
- Ланская (станция)
- Удельная (платформа)
- Озерки (платформа)
- Шувалово (станция)
- Парголово (станция)
- Левашово (станция)
- Песочная (платформа)
- Дибуны (платформа)
- Белоостров (станция)
- Райайоки (платформа) — ликвидирована
- Солнечное (платформа)
- Репино (платформа)
- Комарово (платформа)
- Зеленогорск (станция)
- Ушково (платформа)
- Молодёжное (платформа)

### Ладожское направление
- Кушелевка (станция)
- Пискарёвка (станция)
- Ржевка (станция)
- Ковалёво Пост

### линия Ржевка — Горы
- Заневский пост (платформа)

### Приозерское направление
- Ручьи (станция)
- Депо Ручьи (платформа)
- Новая Охта (платформа)

### Сестрорецкое направление
- вокзал Приморской железной дороги — ликвидирован
- Новая Деревня (станция)
- Старая Деревня (платформа)
- Яхтенная (платформа)
- Лахта (станция)
- Ольгино (платформа)
- Морская (платформа) — ликвидирована
- Лисий Нос (станция)
- Каупилова (платформа) — ликвидирована
- Горская (платформа)
- Александровская (платформа)
- Тарховка (платформа)
- Разлив (платформа)
- Сестрорецк (станция)
- Ермоловская (платформа) — ликвидирована
- Курорт (платформа)
- Школьная (платформа) — ликвидирована
- Дюны (станция) — ликвидирована

## Станции между основными направлениями (товарные)
- Новый Порт (станция)
- Пущино (станция)
- Автово (станция)
- Нарвская (станция)
- Корпусной пост (станция)
- Цветочная (станция)
- Бадаевская (станция)
- Волковская (железнодорожная станция)
- Глухоозёрская (станция)
- Полюстрово (станция)
- Среднерогатская
- Купчинская (станция)
- Нева (станция)
- Охта (станция)
- Парнас (станция)

## СтанцииМОЖД
- Береговая (станция МОЖД) — ликвидирована
- Лесная (станция МОЖД) — ликвидирована
- Шувалово (станция МОЖД) — ликвидирована
- Озёрная (станция МОЖД)
- Юный (станция МОЖД)
- Пионерская (платформа МОЖД) — ликвидирована
- Кировская (станция МОЖД) — ликвидирована
- Молодёжная (станция МОЖД)
- Юный (разъезд МОЖД)
- Царскосельская (станция)

## Станции Приморской железной дороги

### Сестрорецкое направление
(см. Сестрорецкое направление с Финляндского вокзала)

### Озерковское направление
- Узловая (станция) — ликвидирована
- Скачки (платформа, Озерковская железная дорога) — ликвидирована
- Коломяги (платформа) — ликвидирована
- Графская (платформа) — ликвидирована
- Садки (платформа) — ликвидирована
- Озерки (платформа)